# Père de Kern
Le Père de Kern est un personnage du roman autobiographique de l’écrivain français Octave Mirbeau,  Sébastien Roch (1890).

## Un prédateur sexuel

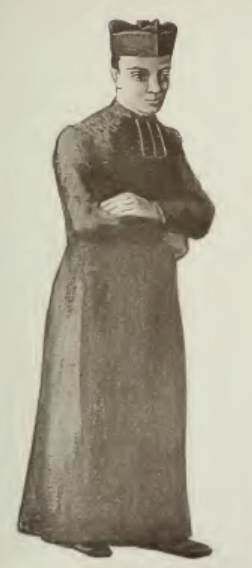
De Kern, vu par Henri-Gabriel Ibels, 1906

Jésuite, il est le maître d’études du petit Sébastien Roch, au collège Saint-François-Xavier de Vannes, où le romancier a lui-même fait ses études, avant d’en être expulsé dans des conditions plus que suspectes. De Kern est un prédateur d’enfants. Il les séduit intellectuellement, leur révèle des choses que les programmes scolaires ignorent, les initie aux beautés de la poésie et de l’art pour mieux les manipuler, dans tous les sens du terme : inversant la devise des jésuites, ad augusta per angusta, c’est par des moyens nobles qu’il parvient à une fin ignoble. Après quoi il rejette sa dernière victime en date, pour se mettre en quête de la suivante : chacun des adolescents ainsi violés éprouvera, comme le petit Sébastien, la douloureuse impression de n’avoir compté pour rien dans la vie de ce violeur en série ensoutané. Dans le cas de Sébastien, il pousse le cynisme jusqu’à lui demander de se confesser, comme si la victime était coupable, en lui faisant croire qu’il conserve, même indigne, le pouvoir exorbitant de pardonner les péchés. 

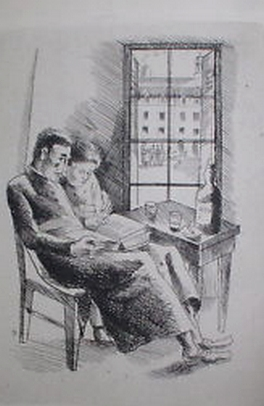
De Kern et Sébastien, par Fernand Siméon, 1926

Après le viol stricto sensu, dont le récit est remplacé par une ligne de points, le Père de Kern, craignant d’être dénoncé par Sébastien, l’accuse préventivement d’être coupable d’amitiés particulières avec son ami Bolorec et parvient ainsi à les faire chasser honteusement du collège. Par la suite il deviendra un prédicateur célèbre, mais, curieusement, Sébastien Roch, devenu adulte, ne pourra s’empêcher de penser à lui avec une certaine émotion : « Je n’ai pas de haine contre le Père de Kern ; son souvenir ne m’est pas odieux. Certes, il m’a fait du mal, et les traces de ce mal sont profondes en moi. Mais ce mal, devais-je, pouvais-je y échapper ? N’en avais-je pas le germe fatal ? Chose curieuse et qui me trouble, de tous les prêtres que j’ai connus, il est, je crois, celui que je déteste le moins. Je voudrais l’entendre. J’ai encore, dans l’oreille, le son de sa voix, pénétrant et doux... »

## Le modèle
Pour les spécialistes de Mirbeau, le romancier, pour imaginer le Père de Kern, se serait souvenu de son maître d’études, Stanislas du Lac (1835-1909). Ce jésuite célèbre fut d’abord maître d’études au collège des jésuites de Vannes, où le jeune Mirbeau l’a connu, puis a fait une belle carrière de prédicateur, a organisé la résistance des jésuites aux arrêtés d’expulsion, en 1880, et, au moment de l’affaire Dreyfus, est devenu le confesseur du général de Boisdeffre et, à ce titre, était considéré par Mirbeau comme l’âme damnée du haut État-Major coupable de forfaiture. 